# Willa Otok
Willa Otok – zabytkowa willa w Gdyni. Mieści się w dzielnicy Kamienna Góra przy ul. Sędzickiego 24.
Została zbudowana w 1923 roku. Od 1978 widniała w rejestrze zabytków, z którego skreślona została decyzją Ministerstwa Kultury i Dziedzictwa Narodowego z dn.16.11.2017r.